# Günther Messner

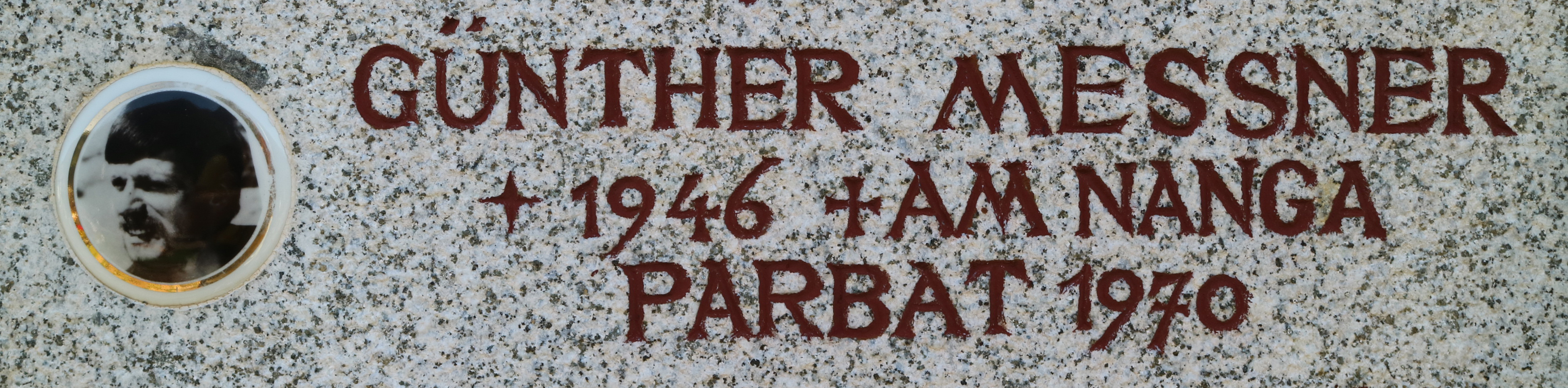
Gedenktafel an der Pfarrkirche St. Peter in Villnöß

Günther Messner (* 18. Mai 1946 in Brixen, Südtirol; † 29. Juni 1970 am Nanga Parbat, Pakistan) war Bankkaufmann, Bergsteiger und ein jüngerer Bruder von Reinhold Messner. Er starb während einer Expedition unter Leitung von Karl Herrligkoffer zum Achttausender Nanga Parbat.

## Alpinismus
Günther Messner zählte Ende der 1960er Jahre zu den besten Bergsteigern. Er war über Jahre hinweg der Seilpartner seines Bruders Reinhold und kletterte mit ihm schwierigste Routen im Alpenraum. Trotz seiner dreistelligen Zahl an extremen Touren in den Alpen war Günther Messner zunächst nicht als Teilnehmer für die Nanga-Parbat-Expedition 1970 vorgesehen; erst kurz vor Expeditionsbeginn gelangte er aufgrund der Absage anderer noch in die Mannschaft.

## Tod am Nanga Parbat
Reinhold Messner brach am 27. Juni 1970 nachts vom letzten Lager zu einem Alleingang an der Rupalwand auf. Die Rupalwand ist die höchste Steilwand der Welt und war damals noch undurchstiegen. Sein Bruder Günther, der in den Morgenstunden zunächst begonnen hatte, mit Gerhard Baur den unteren Teil der Merklrinne, der Kletterroute an der Rupalwand, zu sichern, fasste bald den spontanen Entschluss, Reinhold nachzusteigen, und kletterte allein hinauf. Dieser Entschluss war hochriskant, da er weder eine Biwakausrüstung noch genügend warme Kleidung und Nahrung mit sich führte. Günther holte seinen Bruder ein. Bei Günther Messner zeigten sich aufgrund des enorm hohen Aufstiegstempos nach Angaben seines Bruders bald Anzeichen von Höhenkrankheit und Erschöpfung. Sie erreichten am späten Nachmittag gemeinsam den Gipfel. Was sich von da an ereignete, ist umstritten. 

### Reinhold Messners Angaben
Reinhold Messner berichtete, dass die beiden Brüder zu einem Notbiwak in der Merkl-Scharte unweit des Gipfels gezwungen waren, da ein nächtlicher Abstieg über die Rupalwand aufgrund Günthers Erschöpfung und Höhenkrankheit unmöglich erschien. Obwohl am nächsten Tag Rufkontakt zu den ebenfalls über die Rupalwand zum Gipfel aufsteigenden Felix Kuen und Peter Scholz bestand, gelang es Reinhold Messner nicht, Hilfe zu erhalten, die es ermöglicht hätte, über die Aufstiegsroute abzusteigen. Reinhold Messner, der im Vergleich zu seinem Bruder noch verhältnismäßig bei Kräften war, entschied sich – erst jetzt, wie er sagt – für einen Abstieg über die etwas leichtere, doch ihm unbekannte Diamirwand, um Günther so schnell wie möglich in die rettenden tieferen Lagen zu bringen. Dieser mehrtägige Abstieg, der zur zweiten Überschreitung eines Achttausenders führte, brachte beide Bergsteiger an die Grenze ihrer Kräfte. Reinhold verlor den Kontakt zu Günther gegen Ende des Abstiegs am 29. Juni 1970. Er vermutet, dass Günther von einer Lawine verschüttet wurde. Reinhold Messner gelang nach weiteren Tagen der Weg zurück in die Zivilisation mit Hilfe Einheimischer. 

### Felix Kuens Angaben
Bei dem Rufkontakt zwischen Felix Kuen und Reinhold Messner rief Reinhold, es sei alles in Ordnung, obwohl Günther Messner nach Angaben Reinhold Messners zu diesem Zeitpunkt bereits Anzeichen der Höhenkrankheit hatte. Reinhold Messner meinte hierzu, er habe im Nachsatz um ein Seil und Ausrüstungsgegenstände gebeten. Der Rufkontakt fand unter erschwerten Bedingungen in der sogenannten Todeszone über eine Strecke von 80 bis 100 Metern statt.

„Es war kein Wort nach Hilfe erklungen, kein Wort nach einem Seil, kein Wort, daß Günther krank wäre! Wir mußten annehmen, bei den Messners wäre wirklich alles in Ordnung. […] Wir hätten geholfen, wären links um die Südspitze aufgestiegen und von dort zu Reinhold und Günther gegangen. Peter [Scholz] und mir diese Handlung auch nur in Gedanken nicht zuzumuten, wäre einfach ungeheuerlich. Wir hätten vielleicht fünf Stunden gebraucht, aber wir wären mit kompletter Ausrüstung dort gewesen. […] Wir hätten nicht nur helfen können! – Wir hätten geholfen! Aber Reinhold zeigte gegen die Diamir-Seite, rief ein Grußwort, bückte sich, als wollte er etwas aufheben, und verschwand hinter dem Grat!“

### Max von Kienlins und Hans Salers Angaben
Bei einem Streit im Jahr 2001 warf Reinhold Messner der Expedition unterlassene Hilfeleistung im Zusammenhang mit dem Tod Günther Messners vor. Im Anschluss daran behaupteten die Expeditionsteilnehmer Max von Kienlin und Hans Saler, Reinhold Messner habe sich von seinem Bruder möglicherweise in Gipfelnähe getrennt oder ihn zu der Seilschaft, welche sich ebenfalls bereits auf dem Weg zum Gipfel befand, zurückgeschickt. Daraufhin sei er allein über die Diamirseite abgestiegen, während Günther Messner allein den Rückweg zur Rupalseite antrat und dabei ums Leben kam. Auch habe Reinhold Messner eine Überschreitung des Berges im Alleingang von Anfang an geplant. Reinhold Messner sagt, dass die Idee, auf der Diamirseite abzusteigen, von Günther Messner gekommen sei und er, Reinhold, sich dem nicht habe widersetzen können. In der folgenden gerichtlichen Auseinandersetzung konnte Saler die in seinem Buch aufgestellten Behauptungen nicht beweisen, woraufhin sein Verlag eine geänderte Neuauflage veröffentlichte.

### Funde
Im Juli 2000 fand der Bergsteiger Hanspeter Eisendle am Fuß der Diamir-Wand am Nanga Parbat auf ca. 4400 m Höhe ein rechtes Wadenbein (Fibula). Aufgrund der Zersetzung der DNA konnte ursprünglich nicht sicher bestimmt werden, ob es sich um einen Knochen von Günther Messner handelt. Es wurde nicht ausgeschlossen, dass der Knochen von dem 1962 am Nanga Parbat verunglückten Bergsteiger Sigi Löw stammen könnte. Indizien hierfür waren die in der Nähe des Knochens gefundene grüne Hose Sigi Löws und das alte Kletterseil. Eine spätere Analyse an der Universität Innsbruck legte jedoch die Identität Günther Messners mit großer Wahrscheinlichkeit nahe.
Am 17. August 2005 wurden weitere sterbliche Überreste eines Bergsteigers auf der Diamirseite gefunden. Reinhold Messner erkannte einen Schuh und die Jacke seines Bruders Günther Messner wieder. Am 8. September 2005 wurden die Überreste am Fuße des Nanga Parbat auf einem Scheiterhaufen verbrannt. Es war eine Beerdigung nach tibetischer Tradition. Die Teilnehmer sangen „Lak yelo, die Götter waren gnädig“ und warfen Reis in die Luft. Am 21. Oktober 2005 bestätigten Wissenschaftler in Innsbruck nach einer DNA-Analyse von Gewebeproben des Toten, dass es sich bei der im August am Nanga Parbat entdeckten Gletscherleiche wahrscheinlich um die sterblichen Überreste Günther Messners handelt. Im Juni 2022 veröffentlichte Reinhold Messner ein Bild des zweiten Schuhes Günthers, der kurz zuvor ebenfalls an der Diamirseite gefunden worden war. Somit sprechen die derzeit bekannten Umstände dafür, dass Günther Messner auf der Diamirseite des Berges den Tod fand und nicht auf dem Abstieg durch die Rupalwand. Allerdings war auf Fotos aufgrund der Schnürung zu erkennen, dass die Steigeisen nicht eingebunden waren.

## Günther-Messner-Hochferner-Biwak

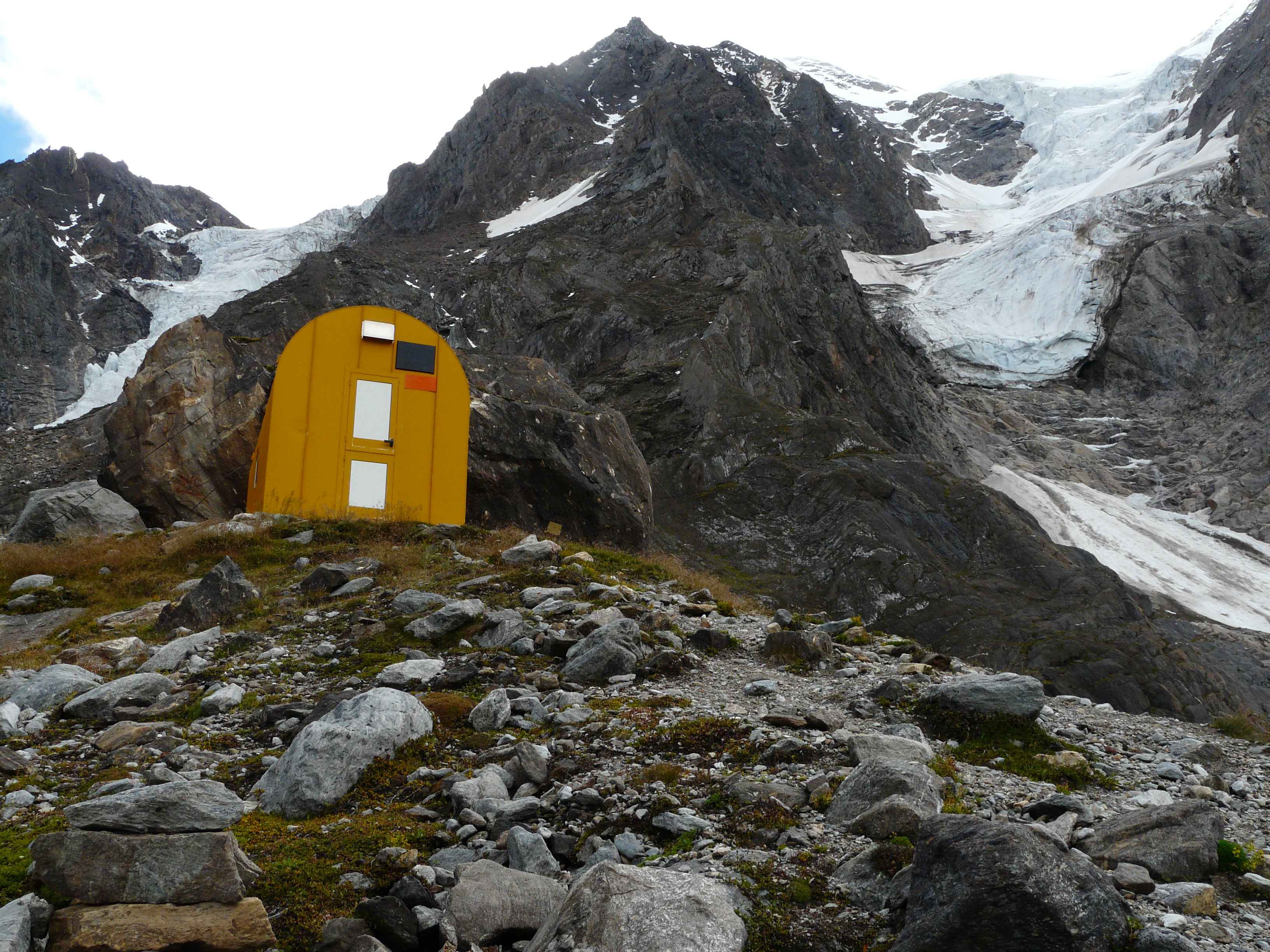
Günther-Messner-Hochferner-Biwak

Im hinteren Pfitscher Tal liegt am Wandfuß der Hochferner-Nordwand auf 2429 m s.l.m. das 1972 erbaute und nach Günther Messner benannte Günther-Messner-Hochferner-Biwak.

## Film
- Tod am Nanga Parbat – Die Messner-Tragödie. Fernseh-Dokumentation von Ludwig Ott (44 Min., 2004)
- Nanga Parbat. Regie: Joseph Vilsmaier in Zusammenarbeit mit Reinhold Messner. Kinostart: 14. Januar 2010. Länge: 104 Minuten. Der Film zeichnet die tragischen Ereignisse von 1970 aus der Sicht Reinhold Messners nach.[4]